# María Inés Garibaldi
María Inés Garibaldi (Buenos Aires, 10 de febrero de 1962) es una docente y escritora argentina especializada en literatura infantil y juvenil.

## Comienzos y primeras publicaciones
Comenzó a escribir y formarse asistiendo a diferentes talleres literarios de reconocidos escritores argentinos. En paralelo asiste a seminarios, talleres, cursos, capacitaciones, congresos y demás eventos relacionados con la infancia, en especial la literatura destinada a la misma. Incursiona en diversos géneros como cuento, novela y poesía. Ha publicado textos en diferentes revistas como A construir nuestro tiempo docente, Billiken y La valijita, revista destinada a nivel inicial de Billiken.
También ha publicado cuentos y poemas en textos escolares de diferentes editoriales como Puerto de Palos, Longseller, Santillana, Mandioca, Tinta fresca, Edelvives. Su cuento El pequeño caballero fue adquirido por el grupo Planeta De Agostini y forma parte del libro Cuentos para niños de hoy y de siempre publicado en 2006. Dicho cuento fue traducido al portugués y publicado en forma independiente por Planeta das Crianças para Editora Planeta do Brasil en septiembre de 2007 bajo el título O pequeno cavaleiro.

## Distinciones
En 2006 resultó finalista en el Concurso cuentos cortos para niños de educación infantil convocado por la Asociación mundial de educadores infantiles con su cuento Una monstruosa pelea, publicado posteriormente en la antología Cuentos cortos para fomentar valores por la Editorial de la Infancia y la Asociación mundial de educadores infantiles en 2006 (ISBN 978-84-936437-0-6). En 2006 recibió una Mención Honorífica en el Segundo Concurso de cuentos infantiles Los niños del Mercosur por su cuento Sábado amarillo. En 2012 resultó finalista y recibió una Mención Especial en el Premio Sigmar de Literatura infantil y juvenil por su novela Duplicado.

## Obras
- Duplicado (novela), Editorial Sigmar, Colección Telaraña, 2012. Ilustraciones de María Lavezzi (ISBN 978-950-11-3246-5).[5]
- Las Josefinas (novela), Editorial Puerto de Palos SA perteneciente al Grupo Macmillan, Cántaro infantil, colección Hora de Lectura, 2013. Ilustraciones de Daniela López Casenave.
- Panqueques de manzana (novela), del Naranjo, Colección La puerta blanca, 2013. Ilustraciones de Pilar Centeno.[6]
- Receta para hacer un bosque (cuento), Longseller, 2017. Ilustraciones de Daniela López Casenave.[7]
- El paquete de sueños (novela), Edelvives, Colección Ala Delta, 2017. Ilustraciones de Josefina Schargorodsky.[8]

Su libro Duplicado fue adquirido por la Conabip para ser distribuido en las Bibliotecas Populares de su país de origen. Su libro Receta para hacer un bosque ha sido adquirido por el Plan Nacional de Lecturas dependiente del Ministerio de Educación de la Nación para ser distribuido en los Jardines de Infantes de todo el país. Asimismo cedió su cuento Origami al Plan Nacional de Lecturas para acercar textos a los niños en cuadernillos y sitio web en situación de pandemia por Covid en 2020.

## Otras actividades
Ha dictado talleres en diversos ámbitos como el Foro Internacional por el Fomento del Libro y la Lectura organizado anualmente por la Fundación Mempo Giardinelli, en Resistencia, Chaco, Argentina. En Librarte, feria del libro de Berazategui y en los municipios de Quilmes y Berazategui. Asimismo dicta talleres de escritura creativa y clínica de obra. Ha desarrollado una exhaustiva investigación acerca de la Historia de la literatura infantil argentina con especial énfasis en el escritor argentino José Sebastián Tallon. Como resultado de dicha investigación ha realizado una maqueta de librería, llamada El gato Cascabel, que contiene cerca de cuatrocientos libros en miniatura que suponen un recorrido visual por dicha historia y un ensayo acerca de Tallon en proceso final de investigación, escritura y corrección.